# Houston (Minnesota)
Houston é uma cidade localizada no estado americano de Minnesota, no Condado de Houston.

## Demografia
Segundo o censo americano de 2000, a sua população era de 1020 habitantes.
Em 2006, foi estimada uma população de 995, um decréscimo de 25 (-2.5%).

## Geografia
De acordo com o United States Census Bureau tem uma área de
2,4 km², dos quais 2,4 km² cobertos por terra e 0,0 km² cobertos por água. Houston localiza-se a aproximadamente 208 m acima do nível do mar.

## Localidades na vizinhança
O diagrama seguinte representa as localidades num raio de 24 km ao redor de Houston.